# Kurt Sethe
Kurt Heinrich Sethe (Berlino, 30 giugno 1869 – Berlino, 6 luglio 1934) è stato un egittologo tedesco.
Allievo di Adolf Erman, svolse importanti studi nel campo della filologia egizia. Il suo contributo fu determinante per la prosecuzione degli studi sulla grammatica egizia.
Pubblicò diversi saggi, tra cui Preistoria e protoreligione degli egizi (Urgeschichte und älteste Religion der Ägypter, 1930).
Curò l'edizione e il commento dei Testi delle piramidi. 
Un suo ritrovamento di un papiro, nel 1928, ha dimostrato come, mille anni prima della nascita della tragedia greca, il teatro fosse praticato nell'antico Egitto sotto forma del culto dei "Misteri di Osiride".